# Sphenacodontidae
Gli sfenacodonti (Sphenacodontia) sono un gruppo di tetrapodi pelicosauri, comprendenti la famiglia degli sfenacodontidi (Sphenacodontidae) e i terapsidi (il clade costituito dai mammiferi e dai loro parenti estinti più prossimi). Buona parte dei membri di questo gruppo è vissuta in un periodo che va dal Carbonifero superiore (circa 300 milioni di anni fa) alla fine del Permiano inferiore (circa 260 milioni di anni fa). Per circa quaranta milioni di anni, questi animali svolsero il ruolo di superpredatori sulla terraferma, in sostanza creando la nicchia ecologica attualmente occupata da leoni e tigri.

## Antenati dei mammiferi
Nella cladistica, il termine sfenacodonti si riferisce più propriamente sia agli sfenacodontidi che a tutti i loro discendenti, compresi i terapsidi e i mammiferi: le caratteristiche condivise da questi gruppi riguardano principalmente la dentatura e la forma delle mascelle. Comunemente, però, il termine sfenacodonti si riferisce ad animali come il ben noto dimetrodonte o lo sfenacodonte propriamente detto, e tutti i loro stretti parenti. Essi costituiscono una serie evolutiva di transizione tra più antichi sinapsidi pelicosauri e forme più evolute (terapsidi), fino ad arrivare ai mammiferi. 

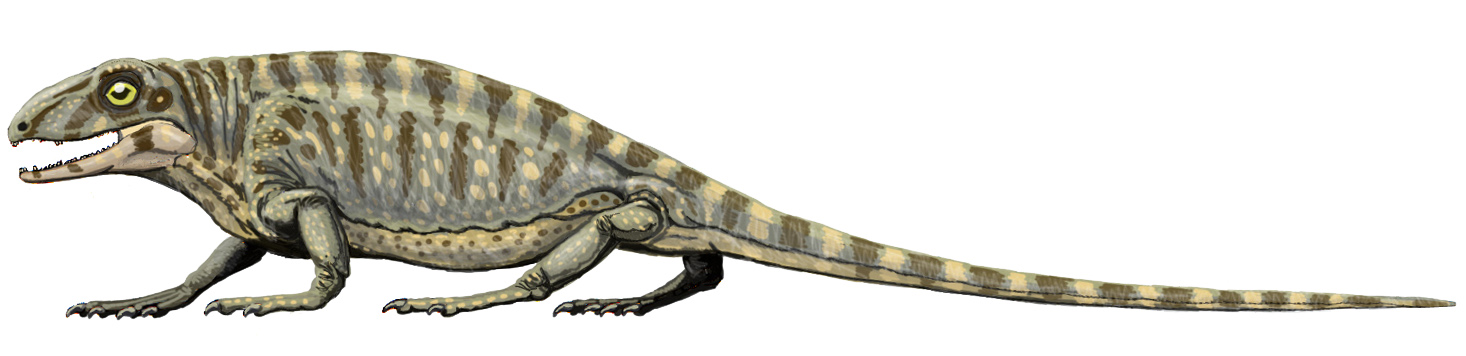
Il primitivo Haptodus

## Evoluzione
Da forme primitive come Haptodus, del Carbonifero superiore, lunghe circa 60 centimetri e ancora simili a lucertole, in pochi milioni di anni gli sfenacodonti si evolsero fino a diventare lunghi oltre tre metri e ad occupare il ruolo di predatori apice del loro ambiente. Le caratteristiche includono un cranio lungo, alto e stretto; questa particolare forma era un adattamento per ospitare potenti muscoli delle mascelle. I denti frontali erano molto grandi e simili a pugnali, mentre i denti laterali e posteriori erano molto più piccoli (da qui il nome del conosciutissimo genere Dimetrodon, che significa "denti di due misure", anche se l'attributo si riferisce a tutte le forme della famiglia).

## Una vela sul dorso
Alcuni grandi membri del gruppo (Secodontosaurus, Ctenospondylus, Dimetrodon) si distinguevano per il possesso di una vela lungo il dorso, costituita da spine neurali vertebrali estremamente allungate, che in vita dovevano essere ricoperte da pelle e vasi sanguigni. Presumibilmente questa imponente struttura funzionava da termoregolatore. Ciononostante, il possesso di una simile vela non sembra essere stato essenziale per questi animali: ad esempio, lo sfenacodonte (Sphenacodon) del Nuovo Messico era sprovvisto della "vela", ma il molto simile dimetrodonte (Dimetrodon) del Texas ne possedeva una. Questo fatto, con tutta probabilità, dipendeva dall'ambiente in cui vivevano questi animali: durante il Permiano inferiore, queste due regioni erano separate da uno stretto braccio di mare, ma non è chiaro perché un gruppo geograficamente isolato avesse sviluppato una struttura del genere e l'altro no. A complicare il tutto è avvenuta la scoperta sia di Sphenacodon che di Dimetrodon in Europa.